# Михайловский овраг
Миха́йловский овраг — малая река в Москве и Московской области, левый приток Битцы. Верховья реки засыпаны, речное русло южнее МКАД трансформировано и заключено в подземный коллектор. На территории Аннинского лесопарка сохранился в открытом течении на протяжении 350 метров. Название антропонимическое.
Площадь водосборного бассейна составляет 1,5 км², длина реки — 1,7 км. Постоянное течение устанавливалось в низовьях. Исток располагался в 400 метрах к северу от пересечения МКАД и Варшавского шоссе. Сохранилась котловина пруда, через который возможно проходил водоток или брала начало река. Он расположен южнее дома № 158/2 по Варшавскому шоссе. На территории Аннинского лесопарка река протекает на юго-восток через водоём, принимает слева три ложбины весеннего стока и проходит через рогозовое болото. Далее водоток пересекает МКАД и движется на юг. Устье расположено возле дома № 3А по Симферопольскому шоссе.